# Dukla Trenčín Merida/Saison 2011
Dieser Artikel listet Erfolge und Mannschaft des Radsportteams Dukla Trenčín Merida in der Saison 2011 auf.

## Erfolge in der UCI Africa Tour
Bei den Rennen der UCI Africa Tour im Jahr 2011 gelangen dem Team nachstehende Erfolge.
| Datum    | Rennen                                          | Kat. | Sieger      |
| -------- | ----------------------------------------------- | ---- | ----------- |
| 7. April | Les Challenges Phosphatiers-Challenge Khouribga | 1.2  | Maroš Kováč |

## Erfolge in der UCI Europe Tour
Bei den Rennen der UCI Europe Tour im Jahr 2011 gelangen dem Team nachstehende Erfolge.
| Datum    | Rennen                     | Kat. | Sieger      |
| -------- | -------------------------- | ---- | ----------- |
| 27. Juli | 1. Etappe Dookoła Mazowsza | 2.2  | Matej Jurčo |

## Erfolge bei nationalen Meisterschaften
| Datum    | Rennen                                          | Kat. | Sieger         |
| -------- | ----------------------------------------------- | ---- | -------------- |
| 23. Juni | Slowakische Meisterschaft – Einzelzeitfahren    | CN   | Pavol Polievka |
| 26. Juni | Slowakische Meisterschaft – Straßenrennen (U23) | CN   | Martin Mahdar  |

## Zugänge – Abgänge
| Zugänge         | Team 2010          | Abgänge                       | Team 2011 |
| --------------- | ------------------ | ----------------------------- | --------- |
| Jakub Novák     | Amore & Vita-Conad | Milan Rovnak                  | Unbekannt |
| Stanislav Bérěs | Neoprofi           | Pavol Polievka (bis 31. Juli) | Unbekannt |
| Jaroslav Chalas | Neoprofi           |                               |           |

## Mannschaft
| Name             | Geburtstag         | Nationalität |
| ---------------- | ------------------ | ------------ |
| Tomáš Azaltovič  | 5. Februar 1991    | Slowakei     |
| Stanislav Bérěs  | 18. August 1992    | Slowakei     |
| Jaroslav Chalas  | 19. August 1992    | Slowakei     |
| Miroslav Hrbáček | 6. Dezember 1990   | Slowakei     |
| Matej Jurčo      | 8. August 1984     | Slowakei     |
| Maroš Kováč      | 11. April 1977     | Slowakei     |
| Martin Mahdar    | 31. Juli 1989      | Slowakei     |
| Boris Marek      | 17. Januar 1991    | Slowakei     |
| Róbert Nagy      | 4. November 1972   | Slowakei     |
| Jakub Novák      | 23. März 1988      | Slowakei     |
| Ján Šipeky       | 2. Januar 1973     | Slowakei     |
| Patrik Tybor     | 16. September 1987 | Slowakei     |
| Matej Vyšňa      | 8. Juli 1988       | Slowakei     |

## Platzierungen in UCI-Ranglisten
UCI Africa Tour 2011
|      | Fahrer        | Punkte |
| ---- | ------------- | ------ |
| 35.  | Maroš Kováč   | 42     |
| 103. | Matej Jurčo   | 11     |
| 157. | Martin Mahdar | 5      |

UCI America Tour 2011
|      | Fahrer      | Punkte |
| ---- | ----------- | ------ |
| 326. | Maroš Kováč | 5      |
| 385. | Ján Šipeky  | 2      |

UCI Asia Tour 2011
|      | Fahrer      | Punkte |
| ---- | ----------- | ------ |
| 333. | Matej Jurčo | 2      |

UCI Europe Tour 2011
|       | Fahrer       | Punkte |
| ----- | ------------ | ------ |
| 242.  | Matej Jurčo  | 65     |
| 488.  | Patrik Tybor | 30     |
| 668.  | Róbert Nagy  | 16     |
| 820.  | Matej Vyšňa  | 10     |
| 1212. | Maroš Kováč  | 2      |